# Maria Heyde
Maria Elisabeth Heyde (de soltera, Hartmann; Paramaribo, 19 de abril de 1837 - Schönebeck, 6 de abril de 1917) fue una escritora, traductora y misionera de la Hermandad de Moravia nacida en la antigua Guayana Neerlandesa, actual Surinam. Además de su estilo de vida, que fue inusual para el siglo XIX, es conocida por haberse comunicado continuamente a través de diarios y cartas. Muchos de los documentos se han conservado y son accesibles hasta el día de hoy.

## Vida

### Infancia y adolescencia
Maria Elisabeth Hartmann nació el 19 de abril de 1837 en Paramaribo, capital de la entonces colonia holandesa de Surinam. Sus padres fueron los misioneros Johannes Gottlieb Hartmann (1796-1844) y Maria Lobach (1798-1853), quienes trabajaron para la Hermandad de Moravia en Surinam desde 1826. Ambos murieron en Paramaribo y fueron enterrados allí, en el cementerio Maria's Rust. La pequeña María Elisabeth pasó sus primeros años en la estación Moravia de Charlottenburg, una antigua plantación de café en Cottica. Desde Charlottenburg se emprendían viajes misioneros a las plantaciones del río Cottica y sus afluentes.
Cuando alcanzó la edad escolar, María dejó a sus padres en Surinam y se embarcó en una travesía hacia Europa. Al llegar allá, no solo conoció a sus hermanos mayores por primera vez, sino que también comenzó su enseñanza escolar. Entre 1844 y 1850 asistió a la institución educativa para hijos de misioneros en Kleinwelka, cerca de Bautzen. Alrededor de 1851 se trasladó y continuó su educación en la Schwesternhaus en Niesky, antes de ser enviada, de 1853 a 1855, a prepararse para la profesión docente en la institución para niñas de Gnadenfrei, Silesia. Luego continuó trabajando en la misma institución como docente, donde enseñó materias como aritmética, geografía, religión, literatura, francés e historia.

### Actividad como misionera
En 1859, la Hermandad de Moravia le propuso a August Wilhelm Heyde que se casara con Maria, a quien ella no conocía. Esta propuesta ocurrió luego de que Heyde no lograra casarse con otra mujer de la Hermandad. María Hartmann dejó que la suerte decidiera y durante el mismo año, a la edad de 22 años, viajó por primera vez al Virreinato de la India para visitar al misionero Heyde. Ese mismo año se casaron.
Vivió en India durante 44 años, hasta 1898, en la estación misionera de Kyelang en el valle de Bhaga de la provincia de Lahoul (hoy estado indio de Himachal Pradesh), que rara vez abandonaba. Su vida y rutina diaria pueden reconstruirse con extraordinario detalle, ya que escribió un diario consistentemente desde 1862 hasta el final de su vida (los 37 volúmenes están en posesión privada de sus descendientes) y porque la correspondencia con otros tres de sus hijos se ha conservado en el Archivo de Unidad de la Hermandad de Moravia.
Maria Heyde dirigió la pequeña finca y cuidó de la creciente familia. Menciona un total de diez embarazos. A menudo se la dejaba sola con otras hermanas misioneras durante los largos viajes misionales de su esposo, que realizaba junto a otros misioneros. A principios de cada año, dirigía durante los primeros meses una escuela de tejido, no solo para enseñar esta técnica, sino también para acercar la fe cristiana a los budistas. Con su talento para la caligrafía, también ayudó con la impresión y, después de que todos sus hijos se mudaron, con el trabajo de traducción al tibetano.
De sus siete hijos, solo tres en edad escolar se trasladaron a Alemania para continuar sus estudios. Solo dos de ellos, Paul Johannes (1863-1943) y Gerhard Heyde (1874-1939), recibieron a sus padres en 1903 en la estación de Halle cuando regresaron a Alemania, ya que su hija mayor, Elisabeth, falleció en 1899. Después de la muerte de su marido, Maria Heyde vivió cerca de su hijo Paul Johannes en Gnadau, hasta que murió en Schönebeck a la edad de 79 años, como consecuencia de una caída.